# Kreiselflasche

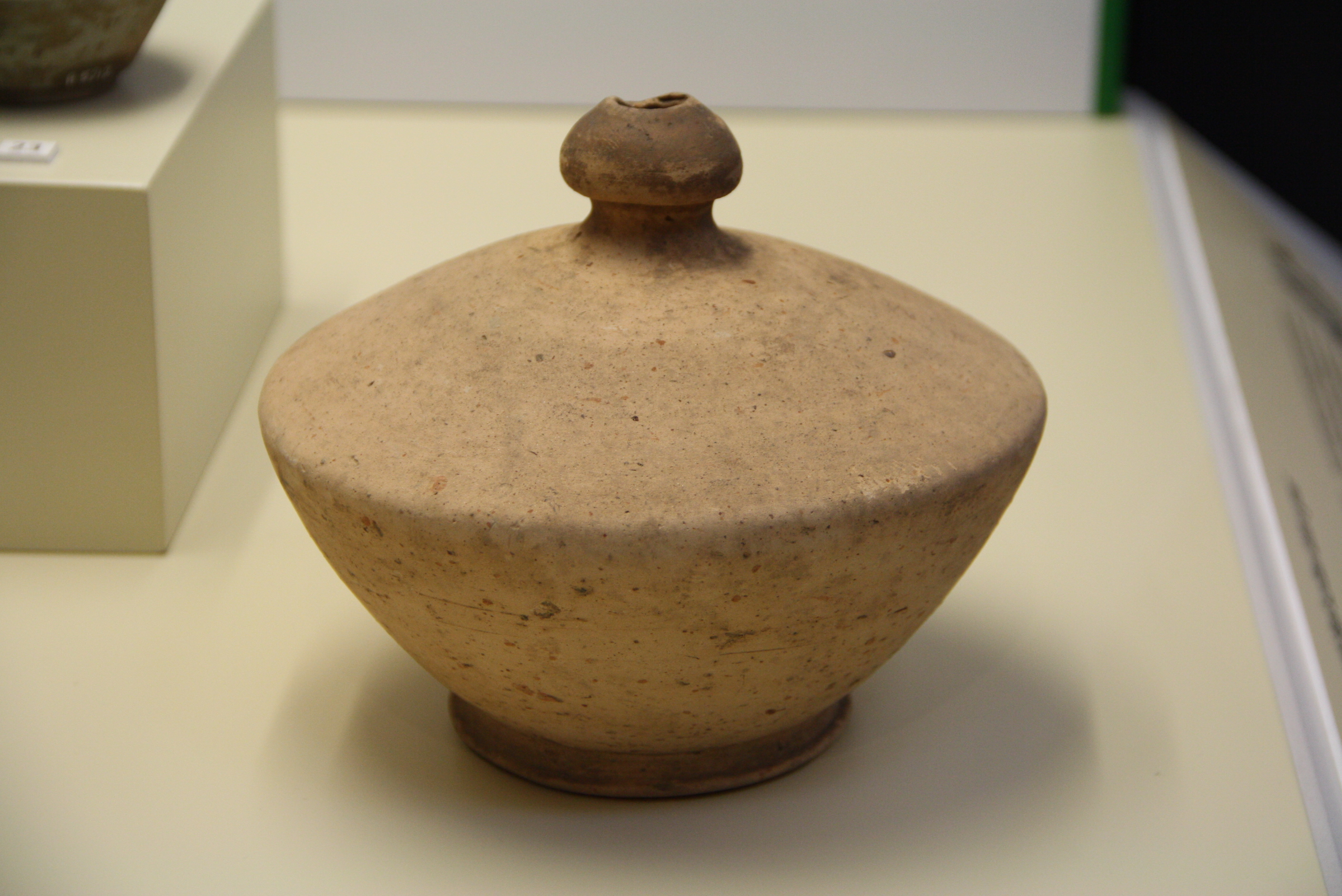
Vaso a trottola aus dem Museo archeologico in Mailand

Die Kreiselflasche (italienisch Vaso a trottola) ist eine eisenzeitliche Feinkeramik mit aufgemalten Verzierungen, die seit dem Ende des 3. Jahrhunderts v. Chr. in Norditalien im von den keltischen Stämmen der Lepontier und Insubrer besiedelten Gebiet hergestellt wurde. Kreiselflaschen haben einen stark gewölbten kugelartigen Körper und einen kurzen, sehr engen Hals. Das Fassungsvermögen der für Weine benutzten Tongefäße liegt zumeist unter einem Liter.
Kreiselflaschenfunde konzentrieren sich entlang des Flusses und im Kanton Tessin. Die mehreren hundert Exemplare stammen meist aus Gräbern. Zwei Exemplare wurden bei Bern entdeckt. Im Wallis gefundene Kreiselflaschen stammen ebenfalls aus Gräbern. Fragmente aus dem 2. oder 1. Jahrhundert v. Chr. wurden in der Siedlung Gamsen-Waldmatte geborgen. Eine Besonderheit des Wallis sind Gefäße aus lokalem Ton, welche Kreiselflaschen nachahmen. Vereinzelt fand man auf ihnen eingeritzte Inschriften. Die im Gräberfeld von Ornavasso (Val d’Ossola) gefundene enthält das Wort uinum, Wein in einem in lepontischer Sprache verfassten Text.